# Рогата часничниця носата
Рогата часничниця носата (Megophrys nasuta) — вид земноводних з роду Рогата часничниця родини Megophryidae.

## Опис
Загальна довжина досягає 12,5 см. Спостерігається статевий диморфізм: самиці більші за самців. Ширина голови дорівнює половині довжини тіла. Ніс витягнутий, загострений (звідси походить назва цієї амфібії), над очима розташовуються загострені листоподібні вирости. По спині тягнуться 2 пари тонких поздовжніх шкірних складок. Пальці тонкі, без присосок і перетинок. Шкіра гладенька, нагадує мокрий аркуш. На тілі можуть розташовуватися кілька маленьких чорних гульок.
Забарвлення коливається від сіро-жовтого до світло-коричневого кольору. Зазвичай присутній візерунок з більш темних або світлих смуг і плям. Райдужина очей червонувато-коричнева.

## Спосіб життя
Полюбляє прохолодні вологі ліси. Зустрічається на висоті до 1600 метрів над рівнем моря. Активна вночі. Харчується безхребетними, павуками, дрібними ящірками, жабами, гризунами. Полює за здобиччю із засідки.
Під час шлюбного сезону самці видають звук, схожий на гучний звуковий сигнал. Парування відбувається у річках з низьким і помірним потоком. Самиці причіпляють яйця до нижньої частини каміння або дерев, що стоять у воді. Пуголовки живуть на мілині.

## Розповсюдження
Мешкає на Малайському півострові, островах Калімантан, Суматра, Бінтан, Бунгуран.